# چیرگی رأسی
برخی گیاهان در هنگام رشد، تمایل به شاخه‌زایی کم‌تری دارند؛ رشداین گیاهان، بیش‌تر در نتیجه رشد مریستم انتهایی است تا جوانه‌های جانبی و جوانه‌های جانبی در حضور جوانهٔ انتهایی رشد نمی‌کنند. در چنین گیاهانی، بازدارندگی رشد جوانهٔ جانبی به وسیلهٔ مریستم انتهایی را چیرگی رأسی یا غالبیت رأسی (به انگلیسی: Apical dominance) می‌گویند.

## سازوکار
در گیاهان با چیرگی رأسی شدید، اکسین تولید شده در مریستم رأسی (به همراه سیتوکینین‌ها)، مانع رشد و نمو جوانه‌های جانبی نزدیک مریستم انتهایی به اندام‌های هوایی دارای رشد فعال می‌شود. وقتی مریستم رأسی برداشته می‌شود، منبع اکسین حذف شده و جوانهٔ جانبی به شکل شاخه رشد می‌کند. معمولاً پدیدهٔ چیرگی رأسی به سرعت بازمی‌گردد و یک شاخه، بازدارندهٔ رشد سایر شاخه‌ها می‌شود.

## نقش اکسین در چیرگی رأسی و پس از آن
- اکسین تولیدشده در مریستم رأسی، مانع رشد و نمو جوانه‌های جانبی نزدیک مریستم انتهایی به اندام‌های هوایی دارای رشد فعال می‌شود.
- اکسین حاصل از دانه‌های در حال نمو، نمو میوه را تحریک می‌کند.[۲]